# 모리사 탠처론
모리사 탠처론(Maurissa Tancharoen, 1975년 11월 28일 ~ )은 미국의 텔레비전 드라마 각본가이다. 탠처론이 각본가로 참여한 작품에는 《돌하우스》, 《스파르타쿠스》, 《체인지 디바》, 그리고 《에이전트 오브 쉴드》가 있다.
영화 제작가인 제드 휘던과 2009년 결혼했으며, 동생 케빈 탠처론도 드라마 제작자로 활동하고 있다.

## 출연 작품
- 인형의 집 (2009)
- 코멘터리! 더 뮤지컬 (2008)
- 문워커 (1988)